# Familie Kennedy
De familie Kennedy is een prominente Iers-Amerikaanse familie, voortgekomen uit het huwelijk van Joseph P. Kennedy en Rose Fitzgerald, die actief is in de Amerikaanse politiek.
Begin jaren zestig van de twintigste eeuw werd gezegd dat president John F. Kennedy de eerste zou zijn van een dynastie in het Witte Huis. De voorspelling kwam niet uit doordat Robert F. Kennedy in 1968 vermoord werd en zijn broer Teddy Kennedy betrokken was bij een auto-ongeluk waarbij medepassagier Mary Jo Kopechne de dood vond.
De Kennedy's kennen een lange en tragische geschiedenis. Reeds in de jaren veertig kwamen Joseph P. Kennedy jr. en Kathleen Kennedy om bij vliegtuigongelukken. In 1963 werd John F. Kennedy tijdens zijn presidentschap vermoord, vijf jaar later onderging zijn broer Robert F. Kennedy hetzelfde lot, nadat hij de presidentiële voorverkiezingen in Californië gewonnen had.
In de jaren tachtig en negentig stierven David Kennedy en Michael Kennedy, twee zonen van Robert, en John F. Kennedy jr., de enige overlevende zoon van John, op relatief jonge leeftijd.

## Eerste generatie
Patrick Kennedy (1823-1858) arriveerde uit Ierland als eerste van de familie in Amerika. Hij vestigde zich in 1849 in Boston. Hij was de zoon van James Kennedy (1770-1835) en Maria Kennedy (1779-1835). James was geboren in Dunganstown in het County Wexford en was op zijn beurt de zoon van John Kennedy (1738-1803) en Bridget Shallow (1744-1774). Gezien de belabberde leefomstandigheden in Ierland besloot Patrick eind 1848 uit te wijken naar Amerika.
Patrick Kennedy arriveerde in Boston op 22 april 1849, met de Washington Irving die vertrokken was vanuit Liverpool. Op 26 september 1849 huwde hij met Bridget Murphy (1824-1888), die de oversteek enkele maanden later had gemaakt. De plechtigheid had plaats in de Holy Cross Church in Boston.
Bridget was de dochter van Philip Murphy en Mary Barron uit Gusserane, nabij New Ross en eveneens gelegen in het Ierse County Wexford. Zij kregen vijf kinderen.
| Naam                | Geboorte         | Overlijden        | Leeftijd | Huwelijk                                                                     |
| ------------------- | ---------------- | ----------------- | -------- | ---------------------------------------------------------------------------- |
| Mary L. Kennedy     | 6 augustus 1851  | 7 maart 1926      | 74 jaar  | Gehuwd op 1 januari 1883 met Lawrence M. Kane; nakomelingen.                 |
| Joanna L. Kennedy   | 27 november 1852 | 23 februari 1926  | 73 jaar  | Gehuwd op 22 september 1872 met Humphrey Charles Mahoney; nakomelingen.      |
| John Kennedy        | 4 januari 1854   | 24 september 1855 | 1 jaar   |                                                                              |
| Margaret M. Kennedy | 18 juli 1855     | 2 april 1929      | 73 jaar  | Gehuwd op 21 februari 1882 met John Caulfield; nakomelingen.                 |
| Patrick J. Kennedy  | 14 januari 1858  | 18 mei 1929       | 71 jaar  | Gehuwd op 23 november 1887 met Mary Augusta Hickey; zie volgende generaties. |

Na het overlijden van Patrick Kennedy opende zijn echtgenote Bridget een winkeltje, dat later uitgegroeide tot een supermarkt en drankslijterij. Het lag mede aan de basis van de carrière van hun zoon Patrick J. Kennedy.

## Tweede generatie

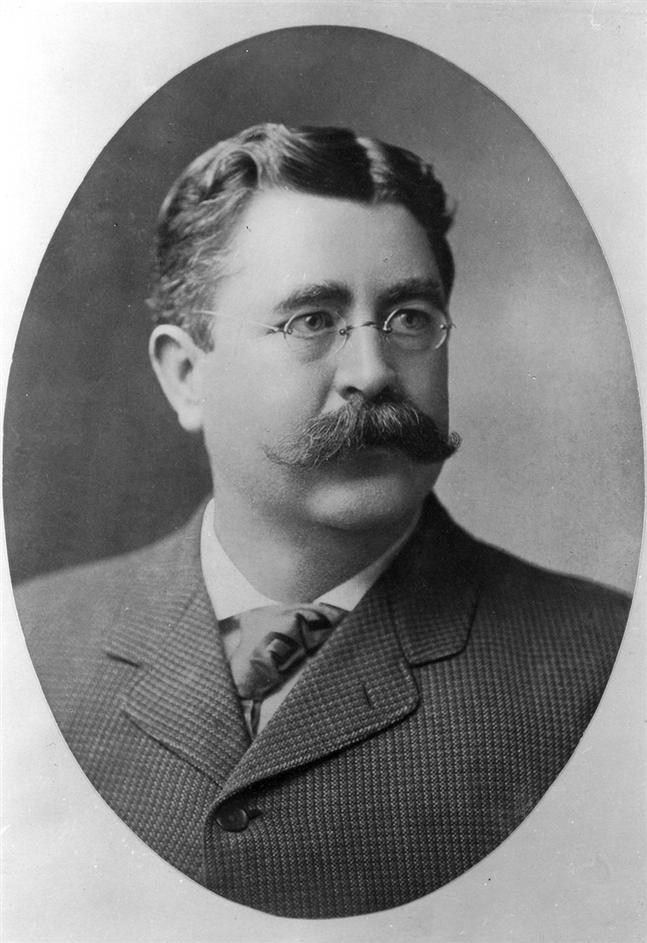
Patrick J. Kennedy (1858-1929)

Patrick J. Kennedy (1858-1929) trouwde met Mary Augusta Hickey (1857-1923), ze kregen vier kinderen. Zij was de dochter van James Hickey (Cork, Ierland 1836 – Boston, 1900) en Margaret M. Field (Ierland, 1836 – Boston, 1911).
Patrick was senator en afgevaardigde voor de Democraten in de staat Massachusetts.
Patrick J. Kennedy heeft met Mary Augusta Hickey vier kinderen:
| Naam                     | Geboren          | Overleden        | Leeftijd | Huwelijk |
| ------------------------ | ---------------- | ---------------- | -------- | --- |
| Joseph Patrick Kennedy   | 6 september 1888 | 18 november 1969 | 81 jaar  | Gehuwd op 7 oktober 1914 met Rose Fitzgerald; de ouders van o.a. John F. Kennedy, Robert Kennedy en Edward Kennedy. |
| Francis Benedict Kennedy | 11 maart 1891    | 14 januari 1892  | 10 mnd.  | |
| Mary Loretta Kennedy     | 6 augustus 1892  | 18 november 1971 | 79 jaar  | Gehuwd op 12 oktober 1927 met George William Connelly (10 juni 1898 – 29 augustus 1971); hebben nakomelingen.       |
| Margaret Louise Kennedy  | 22 oktober 1898  | 14 november 1974 | 76 jaar  | Gehuwd op 14 juni 1924 met Charles Joseph Burke (23 augustus 1899 – 5 april 1967); hebben nakomelingen.             |

## Derde generatie
In 1914 trouwde hun zoon Joseph P. Kennedy (Joe) (1888-1969) met Rose Fitzgerald, de dochter van John F. Fitzgerald, burgemeester van Boston. Ze kregen negen kinderen. Joe was kort ambassadeur in het Verenigd Koninkrijk voor de Tweede Wereldoorlog.
Burgemeester John F. Fitzgerald was gehuwd met Mary Josephine Hannon Fitzgerald (1865-1964). Zij was in 1963 – tijdens de moord op haar kleinzoon en president – nog in leven. Ze werd nooit op de hoogte gebracht van zijn overlijden, omwille van haar hoge leeftijd.
| Naam                       | Geboorte          | Overlijden        | Leeftijd | Huwelijk etc. |
| -------------------------- | ----------------- | ----------------- | -------- | --- |
| Joseph P. Kennedy jr.      | 25 juli 1915      | 12 augustus 1944  | 29 jaar  | Gesneuveld in de Tweede Wereldoorlog. |
| John F. Kennedy            | 29 mei 1917       | 22 november 1963  | 46 jaar  | Gehuwd op 12 september 1953 met Jacqueline Lee Bouvier. Samen hebben ze vier kinderen, zie volgende generatie.                                                                      |
| Rosemary Kennedy           | 13 september 1918 | 7 januari 2005    | 86 jaar  | |
| Kathleen Kennedy           | 20 februari 1920  | 13 mei 1948       | 28 jaar  | Trouwde de Engelse William Cavendish (1917 – 9 september 1944). Vier maanden nadat zij trouwden, kwam hij om het leven in de slag om Beverloo in de Tweede Wereldoorlog.            |
| Eunice Kennedy             | 10 juli 1921      | 11 augustus 2009  | 88 jaar  | Trouwde in 1953 met Sargent Shriver (1915-2011). Samen hebben ze een dochter en vier zonen, zie volgende generatie.                                                                 |
| Patricia Kennedy           | 6 mei 1924        | 17 september 2006 | 82 jaar  | Huwde op 24 april 1954 Peter Lawford. Samen hebben ze vier kinderen, in 1966 scheidde zij van Peter Lawford.                                                                        |
| Robert F. Kennedy          | 20 november 1925  | 6 juni 1968       | 42 jaar  | Trouwde in 1950 met Ethel Skakel. Samen hebben ze elf kinderen. |
| Jean Kennedy               | 20 februari 1928  | 19 juni 2020      | 92 jaar  | Trouwde op 19 mei 1956 met Stephen Edward Smith (24 september 1927 – 11 augustus 1990). Samen hebben ze twee zonen en twee geadopteerde dochters, van wie één uit Vietnam.          |
| Edward Moore (Ted) Kennedy | 22 februari 1932  | 25 augustus 2009  | 77 jaar  | Trouwde in 1958 met Joan Bennett Kennedy. Samen hebben ze drie kinderen, in 1981 scheidden ze. In 1992 trouwde hij met Victoria Anne Reggie; met haar heeft hij twee stiefkinderen. |

## Vierde generatie
|                                                   | Aantal        | Namen                          | Geboren | Overleden | Leeftijd | Bijzonderheden |
| ------------------------------------------------- | ------------- | ------------------------------ | ------- | --------- | -------- | --- |
| Joseph P. Kennedy jr.                             | 0 kinderen    |                                |         |           |          | |
| John F. Kennedy en Jacqueline Lee Bouvier         | vier kinderen | Arabella Kennedy               | 1956    | 1956      | 0 jaar   | Arabella werd dood geboren. |
|                                                   |               | Caroline Bouvier Kennedy       | 1957    |           |          | Is advocate en voorzitster van de John F. Kennedy Library Foundation. Ze is getrouwd met Edwin Schlossberg en heeft drie kinderen. |
|                                                   |               | John Fitzgerald Kennedy jr.    | 1960    | 1999      | 39 jaar  | Advocaat en uitgever van het blad George. Kwam om bij een vliegtuigongeluk op 16 juli 1999. Was getrouwd met Carolyn Bessette.     |
|                                                   |               | Patrick Bouvier Kennedy        | 1963    | 1963      | 0 jaar   | Werd te vroeg geboren en overleed twee dagen later.                                                                                |
| Rosemary Kennedy                                  | geen kinderen |                                |         |           |          | |
| Kathleen Kennedy en William John Robert Cavendish | geen kinderen |                                |         |           |          | |
| Eunice Kennedy en Sargent Shriver                 | vijf kinderen | Robert Sargent Shriver III     | 1954    |           |          | Advocaat en voorzitter van RSS Inc., een muziek-, film- en filantropisch bedrijf. Hij is ook gemeenteraadslid in Santa Monica.     |
|                                                   |               | Maria Shriver                  | 1955    |           |          | Nieuwspresentatrice en first lady van Californië en ex-vrouw van gouverneur Arnold Schwarzenegger. Ze heeft vier kinderen.         |
|                                                   |               | Timothy Perry Shriver          | 1959    |           |          | Is voorzitter van de Paralympische Spelen. Getrouwd met Linda Potter, heeft vijf kinderen.                                         |
|                                                   |               | Mark Kennedy Shriver           | 1964    |           |          | Gedelegeerde in de staat Maryland. Heeft vier kinderen.                                                                            |
|                                                   |               | Anthony Paul Kennedy Shriver   | 1965    |           |          | Oprichter van de stichting "Best Buddies" voor mentaal gehandicapten in Miami. Getrouwd en heeft vier kinderen.                    |
| Patricia Kennedy en Peter Lawford                 | vier kinderen | Christopher Kennedy Lawford    | 1955    | 2018      | 63 jaar  | Acteur. |
|                                                   |               | Sydney Maleia Lawford          | 1956    |           |          | |
|                                                   |               | Victoria Francis Lawford       | 1958    |           |          | |
|                                                   |               | Robin Elizabeth Lawford        | 1961    |           |          | |
| Robert Francis Kennedy en Ethel Skakel            | elf kinderen  | Kathleen Kennedy Townsend      | 1951    |           |          | Luitenant-gouverneur in Maryland, onsuccesvol gouverneurskandidaat voor Maryland (2002). Getrouwd en heeft vier kinderen.          |
|                                                   |               | Joseph Patrick Kennedy II      | 1952    |           |          | Gedeputeerde voor de staat Massachusetts. Gescheiden, heeft twee zoons, waaronder Joseph Patrick Kennedy III                       |
|                                                   |               | Robert Francis Kennedy jr.     | 1954    |           |          | Milieuactivist, politiek commentator, advocaat en docent aan de Pace University. Tweemaal getrouwd.                                |
|                                                   |               | David Anthony Kennedy          | 1955    | 1984      | 29 jaar  | Overleden aan een overdosis drugs.                                                                                                 |
|                                                   |               | Mary Courtney Kennedy          | 1956    |           |          | Gescheiden, heeft een kind. |
|                                                   |               | Michael LeMoyne Kennedy        | 1958    | 1997      | 39 jaar  | Omgekomen bij ski-ongeval op oudejaarsdag 1997. Was getrouwd en had drie kinderen.                                                 |
|                                                   |               | Mary Kerry Kennedy             | 1959    |           |          | Gescheiden van Andrew Cuomo, oud-gouverneur van New York, heeft drie kinderen.                                                     |
|                                                   |               | Christopher George Kennedy     | 1963    |           |          | Zelfstandig ondernemer, eigenaar van een groot bedrijf. Getrouwd en heeft vier kinderen.                                           |
|                                                   |               | Matthew Maxwell Taylor Kennedy | 1965    |           |          | Getrouwd en heeft drie kinderen.                                                                                                   |
|                                                   |               | Douglas Harriman Kennedy       | 1967    |           |          | Getrouwd en heeft drie kinderen.                                                                                                   |
|                                                   |               | Rory Kennedy                   | 1968    |           |          | Getrouwd en heeft drie kinderen.                                                                                                   |
| Jean Ann Kennedy en Stephen Edward Smith          | vier kinderen | Stephen Edward Smith jr.       | 1957    |           |          | |
|                                                   |               | William Kennedy Smith          | 1960    |           |          | In 1991 vrijgesproken van verkrachting; psycholoog, activist tegen landmijnen.                                                     |
|                                                   |               | Amanda Mary Smith              | 1967    |           |          | Getrouwd en heeft twee kinderen.                                                                                                   |
|                                                   |               | Kym Maria Smith                | 1972    |           |          | |
| Edward Moore Kennedy en Virginia Joan Bennett     | drie kinderen | Kara Anne Kennedy              | 1960    | 2011      | 51 jaar  | Getrouwd en heeft twee kinderen.                                                                                                   |
|                                                   |               | Edward Kennedy jr.             | 1961    |           |          | Getrouwd en heeft twee kinderen.                                                                                                   |
|                                                   |               | Patrick Joseph Kennedy         | 1967    |           |          | Lid van Huis van Afgevaardigden voor Rhode Island.                                                                                 |